# One Battle After Another
One Battle After Another é um futuro filme estadunidense que está sendo escrito e dirigido por Paul Thomas Anderson. Será estrelado por Leonardo DiCaprio, Regina Hall, Sean Penn, Alana Haim, Teyana Taylor e Wood Harris. O filme está programado para ser lançado em 26 de setembro de 2025, pela Warner Bros. Pictures.

## Elenco
- Leonardo DiCaprio
- Regina Hall
- Sean Penn
- Alana Haim
- Teyana Taylor
- Wood Harris
- Shayna McHayle
- Chase Infiniti

## Produção
Em junho de 2023, surgiram relatórios afirmando que o próximo filme de Paul Thomas Anderson, supostamente estrelado por Joaquin Phoenix, Viggo Mortensen e Regina Hall, havia encontrado seu lar na Warner Bros. Pictures.

### Escolha de elenco
Em janeiro de 2024, Leonardo DiCaprio, Sean Penn e Hall foram confirmados para estrelar no filme, com as filmagens programadas para começar no final do ano na Califórnia. Em fevereiro de 2024, foi anunciado que Alana Haim, Teyana Taylor, Wood Harris, Shayna McHayle e Chase Infiniti se juntariam ao elenco do filme. DiCaprio ganhou 20 milhões de dólares por seu papel.

### Filmagens
Em 29 de janeiro, a produção começou em Cutten, Califórnia. O filme, sob o título provisório BC Project, foi filmado durante 11 dias no Condado de Humboldt, em Eureka, Arcata, Cutten e Trinidad. Em 3 de fevereiro, a produção mudou-se para Sacramento, com filmagens no Edifício Administrativo do Condado de Sacramento e no Tribunal do Condado de Sacramento. Alguma controvérsia foi gerada quando um acampamento de moradores de rua foi liberado para permitir a filmagem.
Em janeiro de 2025, foi anunciado que o título do filme seria One Battle After Another.

## Lançamento
O filme está programado para ser lançado em 26 de setembro de 2025, pela Warner Bros. Pictures, e será o primeiro filme de Anderson a ser lançado em IMAX. Anteriormente, tinha previsão de lançamento para 8 de agosto de 2025.